# Les Européens
Pour les articles homonymes, voir Européen (homonymie) et Les Européens (film, 2006).
Les Européens (The Europeans: A sketch) est un roman américain de Henry James, paru en 1878.
Il s'agit d'un récit léger sur le comportement et les attitudes de deux Européens confrontés à leurs parents installés dans le nouveau monde de la Nouvelle-Angleterre. Ce roman désenchanté explore l'incommunicabilité engendrée par les différences culturelles. Le roman est d'abord publié en feuilleton dans The Atlantic Monthly de juillet à octobre 1878. James effectua de nombreuses petites révisions pour la première publication en livre.
La traduction française, signée Denise Van Moppès, ne paraît chez Albin Michel qu'en 1955.

## Résumé
Venus d'Europe, la baronne Eugénie et son frère Félix s'installent à Boston afin de pouvoir visiter bientôt leur cousins américains. Le jour suivant, Félix part en éclaireur et est séduit par la beauté et l'intelligence de sa cousine Gertrude. Eugénie qui se rend ensuite à la propriété des Wentworth se laisse convaincre de s'installer pour quelque temps dans une petite maison sise de l'autre côté de la route et encourage le jeune Robert Acton à lui faire la cour.  Peu à peu, la candeur des Américains s'oppose aux attitudes « civilisées » des Européens qui reposent sur des demi-vérités et des conventions hypocrites causées par une longue fréquentation du beau monde. 
Félix est toutefois moins marqué par l'attitude européenne dont sa sœur est pétrie. Peu à peu, l'amour aidant, il découvre ce que la sincérité et la candeur ont de précieux. Après plusieurs mois de séjour, il annonce à Eugénie qu'il veut épouser Gertrude Wentworth. C'est pour la baronne un choc et elle s'interroge, découvrant qu'il lui serait à elle aussi possible de se marier en Amérique, le séduisant Robert Acton lui faisant une cour discrète, mais insistante, depuis son arrivée. Mais Eugénie hésite et, à force de tergiverser, elle finit par se convaincre qu'elle n'a d'autre choix que de retourner en Europe.

## Allusions
Auteurs et œuvres
- Les auteurs et les œuvres mentionnés dans le roman sont : John Keats, Les Mille et Une Nuits, la Bible (Reine de Saba, Salomon), Madame de Staël, Juliette Récamier, Nicholas Nickleby de Charles Dickens, Ralph Waldo Emerson.
- M. Wentworth lit le North American Review et le Boston Daily Advertiser.
- Le peintre Raphael de la Renaissance italienne est également évoqué.

Histoire
- Le général George Washington et Joséphine de Beauharnais sont cités.

## Adaptation
- 1979 : Les Européens, film américain réalisé par James Ivory, avec Lee Remick dans le rôle d'Eugenia.

## Sources
- Edward Wagenknecht, The Novels of Henry James, New York: Frederick Ungar Publishing Co., 1983  (ISBN 0-8044-2959-6)
- Oscar Cargill, The Novels of Henry James, New York: Macmillan Co., 1961